# Binaural
Binaural je šesté studiové album americké rockové skupiny Pearl Jam. Bylo vydáno dne 16. května 2000 společností Epic Records a spolu se členy kapely jej produkoval Tchad Blake. Během prvního týdne po vydání se desky prodalo 226 tisíc kusů a dostala se na druhou příčku domácí hitparády Billboard 200. V některých zemích se dostala na první místa. Ve Spojených státech se stala zlatou, například v Austrálii dosáhla na platinové ocenění.

## Seznam skladeb
1. Breakerfall – 2:19
2. Gods' Dice – 2:26
3. Evacuation – 2:56
4. Light Years – 5:06
5. Nothing as It Seems – 5:22
6. Thin Air – 3:32
7. Insignificance – 4:28
8. Of the Girl – 5:07
9. Grievance – 3:14
10. Rival – 3:38
11. Sleight of Hand – 4:47
12. Soon Forget – 1:46
13. Parting Ways – 7:17

## Obsazení
Pearl Jam
- Jeff Ament – baskytara, kontrabas
- Matt Cameron – bicí
- Stone Gossard – kytara
- Mike McCready – kytara
- Eddie Vedder – zpěv, kytara, ukulele

Ostatní hudebníci
- April Cameron – viola
- Dakota – psí hlas
- Justine Foy – violoncello
- Mitchell Froom – klávesy, harmonium
- Wendy Melvoin – perkuse
- Pete Thomas – perkuse